# コチラ
コチラとは、ホンダモビリティランドが運営するレジャー施設（鈴鹿サーキット、モビリティリゾートもてぎ、鈴鹿サーキットパーク（SKM Park内）及び2009年に閉園した多摩テック）のマスコットキャラクター。オリジナルのキャラクターデザインは手塚治虫による。

## 概要
多摩テックと鈴鹿サーキットのオリジナルキャラクターとして1979年10月に誕生した。後から追加されたコチラの仲間として「チララ」、「ピピラ」、「バット」、「プート」等のキャラクターがおり、それらをまとめて「コチラファミリー」と称している。キャラクターの版権は手塚プロダクションが保有している。
最初に「コチラ」をデザインするにあたって参考としたのは、本田技研工業の常務である藤沢武夫だった。当時の資料によれば、手塚がコチラのキャラクターデザインを起こすため、藤沢の表情や顔かたちを観察し、ラフスケッチを描き上げた。また「コチラ」のネーミングは東宝映画「ゴジラ」のもじりであり、恐竜をベースデザインにする構想から得られたネーミングとされる。「コチラ」の現時点でのキャラクター設定としては「宇宙恐竜」（宇宙から地球に飛来した恐竜）とされているが、1979年から1989年頃の約10年間は「恐竜」という設定だけだった。前述の藤沢のニックネームが「ゴジラ」だったという説もある。
1980年・1982年・1985年・1989年・2000年・2003年に「コチラ」の着ぐるみはリニューアルされ、1985年以降「チララ」がキャラクターとして追加された。
1989年に「コチラちゃん誕生10周年記念」1999年に「コチラちゃん誕生20周年記念」が祝われ、記念グッズが鈴鹿サーキットと多摩テックで販売された。その後2004年に「25周年」2009年に「30周年」、2014年には「35周年」のお祝いイベントが鈴鹿サーキットで行われた。
「コチラ」と「チララ」の設定は、当初は「兄と妹」だったが2003年以降は「恋人同士」に変更された。また、2003年以降「バット」「プート」「ピピラ」が登場し、現在のコチラファミリーを形成するに至った（「ピピラ」の登場当初は赤ちゃんで、園内で行われたショーではチララがピピラのぬいぐるみを抱いて出演していた）。
東京ディズニーランドが開園した1983年以前から、お正月（三が日）に紋付袴の着物を着てグリーティングを行っていたのが鈴鹿サーキットと多摩テックの「コチラ」である。これ以外にもハロウィンやクリスマスなど季節に応じたコスチュームを身につけているほか、「コチラレーシング」ではレーシングスーツやレーススタッフのユニフォーム、チララは場合によってはレースクイーンのコスチュームを身につけている。
多摩テック限定で以前、当時のコチラファミリーの歌などが収録された「タマテックドリームズ」というCDアルバムが限定枚数で発売された（現在は廃盤）。同アルバムには各キャラクターのテーマソングや多摩テック園内のアトラクションテーマソングが収録され、一部の楽曲は鈴鹿サーキットのアトラクションと多摩テックのアトラクションBGMとして長年使用された。
2006年にツインリンクもてぎ（現・モビリティリゾートもてぎ）との経営統合によりモビリティランド（現・ホンダモビリティランド）が発足してからは、ツインリンクもてぎにおいてもコチラファミリーが登場し、とちぎテレビで放送された情報番組『朝生とちぎ』『イブニング6』内の1コーナー「コチラdeダンス」において、とちぎテレビのマスコットキャラクター「てれすけ（やなせたかし作）」とタッグを組んで活躍している。
鈴鹿サーキットと多摩テックには、1999年頃まで「コチラ」「チララ」以外の動物キャラクターも存在し園内で行われるショーやグリーティングに出演していた。鈴鹿サーキットには、リス、ウサギ、アライグマ等が存在し、多摩テックにはウサギのウサ美ちゃん、ウサ吉くん、カモノハシ、リス、マジカルティガー（タイガー）、カバの警察官（ヒッポ）、オオカミ等が出演していた。これらのキャラクターは鈴鹿・多摩両パークの「コチラファミリー」登場とともに姿を消した。

## キャラクターの設定
公式サイトのコチラストーリーによれば、「金星の隣にある惑星「EG02」で生まれた宇宙恐竜で、ある日スターローラーという乗り物に乗ってやってきた。楽しい乗り物に乗ったり、レースしたり新しい友達ができるようになってこの地が好きになった」となっている。
コチラ
9月23日生まれ。メインキャラクターで、レーシングコースでのバイク競争が大好きである。
チララ
4月4日生まれ。ピピラの姉で、花に詳しく園内を花で一杯にしている。またお菓子作りを得意としている。
バット
8月10日生まれ。モータースポーツが好きで将来はフォーミュラカーのドライバーになるのが夢。プートが作ったフォーミュラマシンFE-810を乗りこなすが、おっちょこちょいの所もある。
プート
11月3日生まれ。心優しく機械や発明が好きで乗り物研究所の所長を務める。甘い物が大好きで、いつも渦巻きキャンディを片手に散歩している。
ピピラ
5月5日生まれ。チララの弟。コチラやバット、プートにあこがれている。悪戯が大好き。

## コチラファミリーの名前を冠した施設・サービス
鈴鹿サーキット
コチラのプッチタウン
チララのハローガーデン
ピピラのモトフィールド
プートのモビパーク
バットのアドベンチャーヴィレッジ
多摩テック
コチラちゃんのプッチタウン
ピピラのピンキードライブ
プートののりものけんきゅうじょ
ピピラのピンキーバイク
コチラちゃんのプチプレーン
バットのパワーマシン
ピピラのボールパラダイス
チララちゃんのフラワーカップ
チララちゃんのホリデーロッジ
プートのウォーターファクトリー
ファンクラブ
コチラちゃんファンクラブ - 小学生未満の乳幼児を対象としており、本人とその家族が特典を受けられる。
コチラレーシング - 子供を対象としてモータースポーツの普及を行う。鈴鹿サーキットでは小学生を対象としたファンクラブも設置されている。
 台湾SKM Park
酷奇拉小小城市(コチラプッチタウン)
酷奇拉駕駛學校(コチラドライビングスクール)
テレビ番組
コチラのトキメキのりものがたり（東海テレビ放送）
コチラdeダンス（とちぎテレビ『イブニング6』内）